# Artur Auladell
Artur Auladell Alfaro, né le 2 décembre 1938, à El Masnou, en Espagne, est un ancien joueur espagnol de basket-ball.

## Palmarès
- Finaliste des Jeux méditerranéens de 1959 et 1963